# Ugo Locatelli
Ugo Locatelli (ur. 5 lutego 1916 w Toscolano, zm. 28 maja 1993 w Turynie) – włoski piłkarz, pomocnik. Mistrz świata z roku 1938.
W Serie A debiutował w 1933 w barwach Brescii. W 1936 został graczem Interu. Z mediolańskim klubem zdobywał scudetto w 1938 i 1940. W 1941 odszedł do Juventusu i w tym klubie zakończył karierę w 1949. Dla Juventusu rozegrał ponad 170 spotkań i strzelił 8 goli.
W reprezentacji Włoch rozegrał 22 spotkania. Debiutował w 1936, ostatni raz w reprezentacyjnej koszulce wybiegł na boisko w 1940. Podczas MŚ 38 zagrał we wszystkich meczach Italii. Wcześniej, w 1936 został mistrzem olimpijskim.